# Сільєруело-де-Арріба
Сільєруело-де-Арріба (ісп. Cilleruelo de Arriba) — муніципалітет в Іспанії, у складі автономної спільноти Кастилія-і-Леон, у провінції Бургос. Населення — 61 особа (2010).
Муніципалітет розташований на відстані близько 170 км на північ від Мадрида, 49 км на південь від Бургоса.

## Демографія
Динаміка населення (INE ):